# Santa Cruz de Grío (kommun)
Santa Cruz de Grío är en kommun i Spanien.   Den ligger i provinsen Provincia de Zaragoza och regionen Aragonien, i den nordöstra delen av landet, 220 km nordost om huvudstaden Madrid. Antalet invånare är 148. Arean är 19,0 kvadratkilometer. Santa Cruz de Grío gränsar till Alpartir.
Terrängen i Santa Cruz de Grío är huvudsakligen kuperad, men åt nordväst är den platt.